# Municipio de Smith (condado de Dallas)
El municipio de Smith (en inglés: Smith Township) es un municipio ubicado en el condado de Dallas en el estado estadounidense de Arkansas. En el año 2010 tenía una población de 169 habitantes y una densidad poblacional de 0,86 personas por km².

## Geografía
El municipio de Smith se encuentra ubicado en las coordenadas 34°4′35″N 92°39′10″O / 34.07639, -92.65278. Según la Oficina del Censo de los Estados Unidos, el municipio tiene una superficie total de 196.66 km², de la cual 196,63 km² corresponden a tierra firme y (0,01 %) 0,03 km² es agua.

## Demografía
Según el censo de 2010, había 169 personas residiendo en el municipio de Smith. La densidad de población era de 0,86 hab./km². De los 169 habitantes, el municipio de Smith estaba compuesto por el 68,05 % blancos, el 30,77 % eran afroamericanos y el 1,18 % eran de una mezcla de razas. Del total de la población el 0,59 % eran hispanos o latinos de cualquier raza.